# Đại học Hòa bình

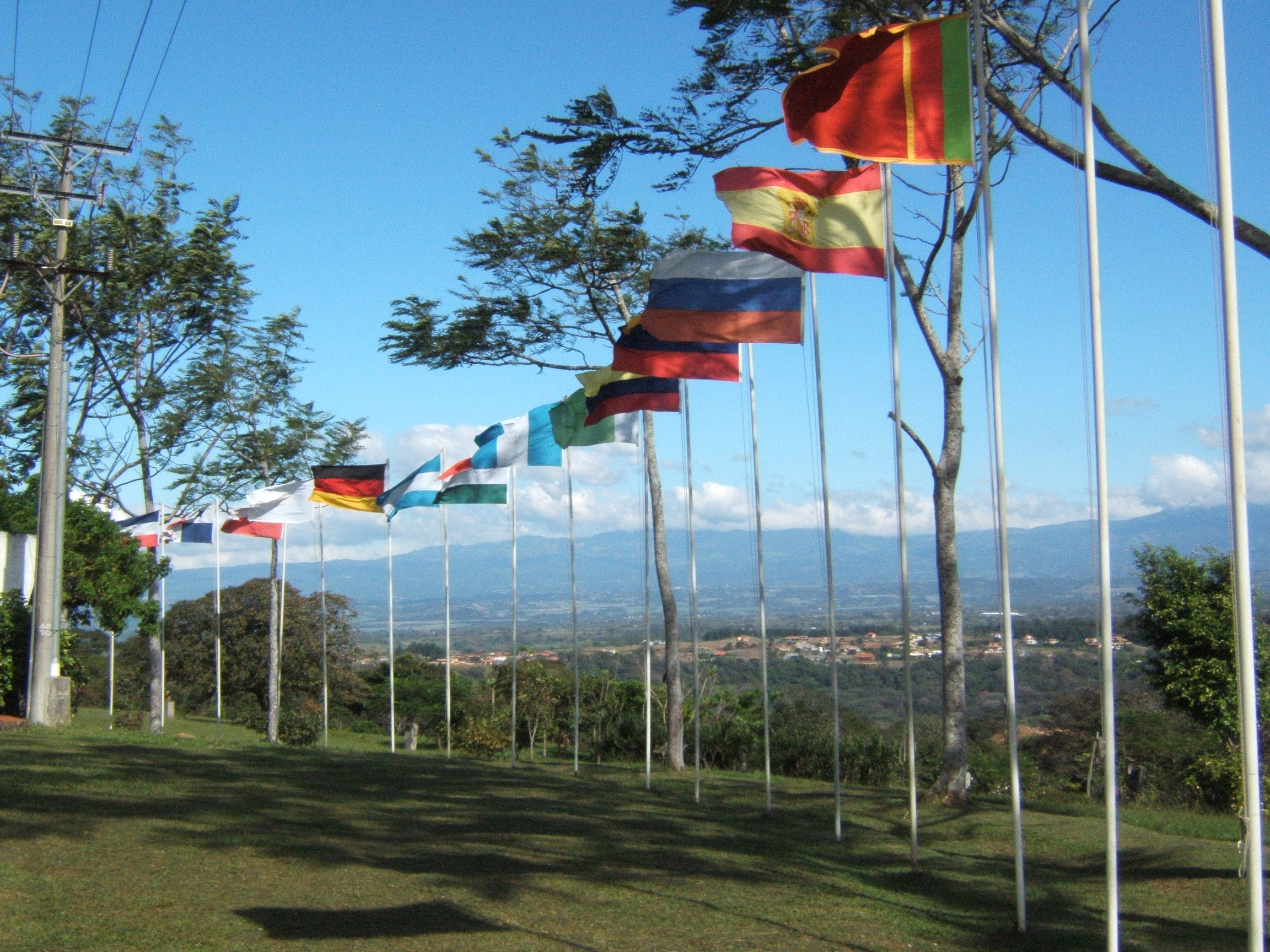
Một góc Đại học Hòa bình

Đại học Hòa bình là một trường đại học, tổ chức quốc tế do Đại Hội đồng Liên Hợp Quốc thành lập vào năm 1980. Đại học Hòa bình đào tạo sau đại học cấp tiến sĩ và quản lý cao cấp về nghiên cứu hòa bình và xung đột, phát triển bền vững và luật quốc tế.
Trụ sở của Đại học Hòa bình tại một khu vực tự nhiên gần Ciudad Colón, Costa Rica. Ngoài ra, trường đại học cũng có cơ sở ở những quốc gia khác, ví dụ như Somalia và Hà Lan.
Đại học Hòa bình là một quan sát viên Đại Hội đồng Liên Hợp Quốc và có một văn phòng tại trụ sở Liên Hợp Quốc.

## Lịch sử

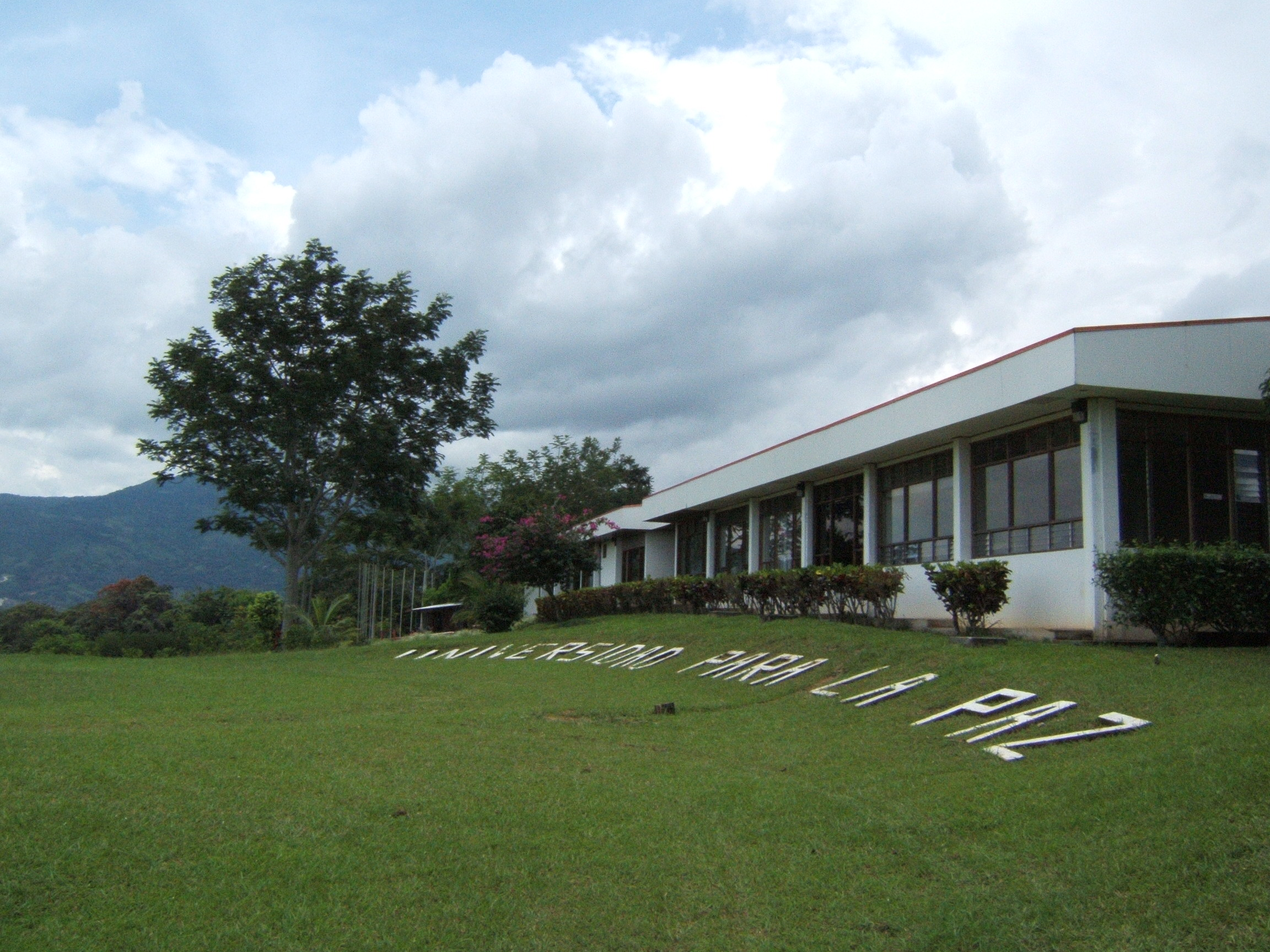
Khuôn viên Đại học Hòa bình, Costa Rica

Ngày 14 tháng 12 năm 1979, Đại Hội đồng Liên Hợp Quốc thông qua một nghị quyết thành lập một ủy ban quốc tế có nhiệm vụ phối hợp với chính phủ Costa Rica xây dựng đề án thành lập Đại học Hòa bình. Ngày 5 tháng 12 năm 1980, Đại Hội đồng Liên Hợp Quốc thông qua Hiệp định quốc tế về thành lập Đại học Hòa bình và Hiến chương Đại học Hòa bình.
Năm 1999, Tổng Thư ký Liên Hợp Quốc Kofi Annan thay đổi định hướng của Đại học Hòa bình từ một tổ chức khu vực sang một tổ chức mang tính toàn cầu, đổi ngôn ngữ làm việc của trường đại học từ tiếng Tây Ban Nha sang tiếng Anh và thành lập chương trình châu Phi.
Đại học Hòa bình là một phần của hệ thống Liên Hợp Quốc, có tư cách quan sát viên Đại Hội đồng Liên Hợp Quốc và được hưởng tự do học thuật, tự chủ tài chính. Tổng thư ký Liên Hợp Quốc là chủ tịch danh dự Đại học Hòa bình báo cáo định kỳ về hoạt động của Đại học Hòa bình trước Đại Hội đồng Liên Hợp Quốc.
Hội đồng Đại học Hòa bình là hội đồng quản trị của trường đại học, gồm 17 thành viên, mười thành viên do tổng thư ký Liên Hợp Quốc và tổng giám đốc Tổ chức Giáo dục, Khoa học và Văn hóa Liên Hợp Quốc bổ nhiệm, hai thành viên do chính phủ Costa Rica bổ nhiệm và những thành viên khác là nhân viên cấp cao của Đại học Hòa bình, Đại học Liên Hợp Quốc, Liên Hợp Quốc.

## Trụ sở và khuôn viên
Khuôn viên Rodrigo Carazo là khuôn viên chính của Đại học Hòa bình, cách San José, Costa Rica 30 km về phía tây nam. Đại học Hòa bình có giảng viên cơ hữu và giảng viên thỉnh giảng. Ciudad Colón là nơi ở của hầu hết sinh viên, nhân viên và giảng viên của trường đại học.

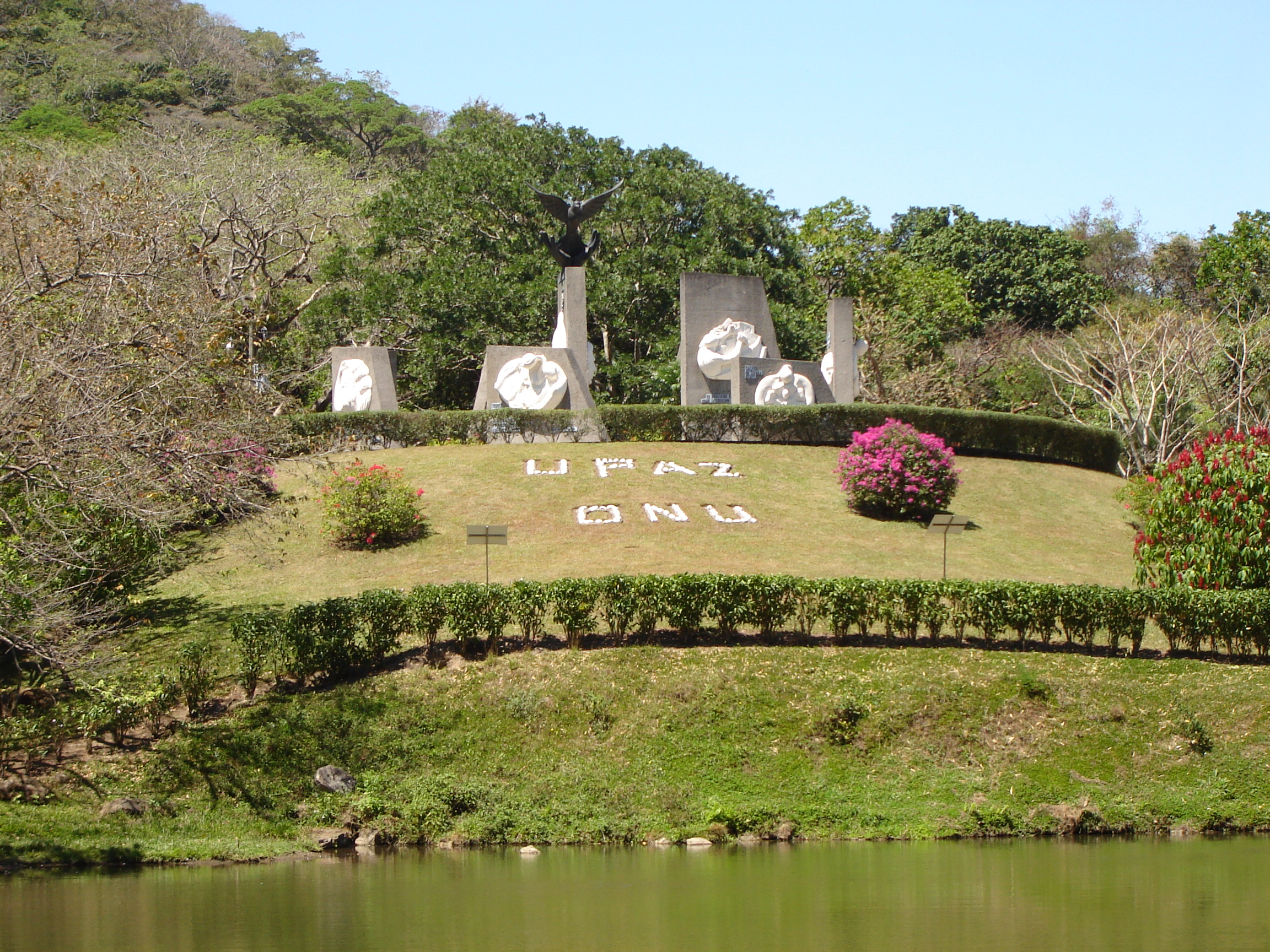
Công viên Hòa bình ở Đại học Hòa bình

### Công viên Hòa bình
Khuôn viên Đại học Hòa bình nằm trong Công viên Hòa bình, một khu bảo tồn thiên nhiên bao gồm rừng thứ sinh, 200 ha rừng nguyên sinh ở Thung lũng Trung tâm của Costa Rica, các loài động vật có vú như khỉ và hươu, các loài bò sát, hơn 300 loài chim, và khoảng 100 loại cây. Tổng diện tích khuôn viên và khu bảo tồn thiên nhiên của Đại học Hòa bình là 303 ha.

## Hoạt động quốc tế

### Châu Phi
Đại học Hòa bình thành lập chương trình châu Phi vào năm 2002 nhằm tăng cường năng lực giảng dạy, đào tạo và nghiên cứu trong lĩnh vực nghiên cứu hòa bình và xung đột ở châu Phi. Đại học Hòa bình đã thiết lập các thỏa thuận tăng cường năng lực với 27 tổ chức ở châu Phi, chủ yếu là các trường đại học.
Đại học Hòa bình hợp tác với Viện Hòa bình, An ninh và Phát triển đào tạo cấp thạc sĩ và tiến sĩ tại Somalia. Năm 2022, 166 sinh viên ở Somalia tốt nghiệp Đại học Hòa bình, bao gồm Tổng thống Somalia Hassan Sheikh Mohamud. Năm 2023, Đại học Hòa bình thành lập chương trình học bổng tiến sĩ mang tên Hassan Sheikh Mohamud.

### Châu Âu
Tháng 1 năm 2012, Đại học Hòa bình thành lập một trung tâm tại Den Haag, Hà Lan ở Cung điện Hòa bình, có nhiệm vụ thúc đẩy các hoạt động của Đại học Hòa bình ở châu Âu và hợp tác với các tổ chức học thuật, định hướng chính sách ở Den Haag về giáo dục và nghiên cứu hòa bình và xung đột.
Năm 2001, Đại học Hòa bình thành lập Văn phòng Genève, có nhiệm vụ giúp phát triển các chương trình của Đại học Hòa bình ở châu Phi và Trung Đông, hợp tác với cộng đồng học thuật ở Genève và tạo điều kiện thiết lập các mối quan hệ thể chế ở châu Âu và với hệ thống Liên Hợp Quốc.

### Châu Á
Cho đến năm 2023, Đại học Hòa bình phối hợp tổ chức Chương trình Học bổng Xây dựng Hòa bình châu Á với Quỹ Nippon và Đại học Ateneo de Manila. Chương trình cấp bằng thạc sĩ nghệ thuật của Đại học Hòa bình và bằng thạc sĩ phát triển xã hội liên ngành của Đại học Ateneo de Manila.

## Học thuật
Đại học Hòa bình đào tạo sau đại học cấp thạc sĩ, tiến sĩ và quản lý cao cấp trong các lĩnh vực hòa bình, môi trường và luật quốc tế. Đại học Hòa bình gồm bốn khoa: luật quốc tế, nghiên cứu hòa bình và xung đột, môi trường và phát triển và nghiên cứu khu vực. Khoa nghiên cứu khu vực đào tạo bằng tiếng Tây Ban Nha thay vì tiếng Anh. Ngoài ra, Đại học Hòa bình có các chương trình liên kết với Đại học Hoa Kỳ, UNESCO-IHE, Đại học Pace, UNITAR, Đại học Ateneo de Manila và một số tổ chức khác.

### Khoa luật quốc tế
- Chương trình thạc sĩ luật quốc tế và giải quyết tranh chấp
- Chương trình thạc sĩ luật quốc tế và nhân quyền
- Chương trình thạc sĩ luật quốc tế và ngoại giao

### Khoa nghiên cứu hòa bình và xung đột
- Chương trình thạc sĩ giải quyết xung đột, hòa bình và phát triển
- Chương trình thạc sĩ giới và xây dựng hòa bình
- Chương trình thạc sĩ khoa học bản địa và nghiên cứu hòa bình
- Chương trình thạc sĩ nghiên cứu hòa bình quốc tế
- Chương trình thạc sĩ giáo dục hòa bình
- Chương trình thạc sĩ tôn giáo, văn hóa và nghiên cứu hòa bình
- Chương trình thạc sĩ hòa bình bền vững trong thế giới đương đại

### Khoa môi trường và phát triển
- Chương trình thạc sĩ môi trường, phát triển và hòa bình
- Chương trình thạc sĩ quản lý có trách nhiệm và phát triển kinh tế bền vững
- Chương trình thạc sĩ sinh thái và xã hội

### Khoa nghiên cứu khu vực
- Chương trình thạc sĩ luật nhân quyền quốc tế (tiếng Tây Ban Nha)
- Chương trình thạc sĩ giải quyết xung đột, hòa bình và phát triển (tiếng Tây Ban Nha)
- Chương trình thạc sĩ môi trường, phát triển và hòa bình (tiếng Tây Ban Nha)

### Chương trình thạc sĩ kép và liên kết
- Giải quyết xung đột, chung sống, luật quốc tế và nhân quyền (thạc sĩ kép Đại học Brandeis)
- Tội phạm mạng, an ninh mạng và luật quốc tế (thạc sĩ luật liên kết với Viện Nghiên cứu tội phạm và tư pháp liên vùng Liên Hợp Quốc)
- Nghiên cứu phát triển và ngoại giao (thạc sĩ liên kết với Viện Đào tạo và Nghiên cứu Liên Hợp Quốc)
- Luật môi trường, luật quốc tế và nhân quyền (thạc sĩ liên kết với Đại học Giáo hoàng Xavier)
- Luật quốc tế và nhân quyền (thạc sĩ kép Đại học Ngoại ngữ Hàn Quốc)
- Truyền thông và nghiên cứu hòa bình và xung đột (thạc sĩ kép Đại học Ngoại ngữ Hàn Quốc)
- Tài nguyên thiên nhiên và phát triển bền vững (thạc sĩ kép Đại học Hoa Kỳ)
- Phát triển bền vững (thạc sĩ kép Đại học Ngoại ngữ Hàn Quốc)
- Tội phạm xuyên quốc gia và tư pháp (thạc sĩ luật liên kết với Viện Nghiên cứu tội phạm và tư pháp liên vùng Liên Hợp Quốc)
- Hợp tác thủy lợi và ngoại giao (ba văn bằng thạc sĩ nghệ thuật, khoa học và khoa học kỹ thuật liên kết với UNESCO-IHE và Đại học Tiểu bang Oregon)

### Chương trình tiến sĩ
Đai học Hòa bình đào tạo tiến sĩ chuyên ngành nghiên cứu hòa bình và xung đột từ năm 2012.

### Công nhận
Đại học Hòa bình là một thành viên của Hệ thống kiểm định giáo dục đại học quốc gia (SINAES) của Costa Rica. SINAES đã công nhận một số chương trình đào tạo sau đại học của Đại học Hòa bình.

## Cựu sinh viên nổi tiếng
- Kirthi Jayakumar, nhà giáo dục hòa bình, nhà hoạt động nữ quyền, nhà văn người Ấn Độ
- Rosebell Kagumire, nhà báo người Uganda
- Mihir Kanade, chủ tịch kiêm báo cáo viên của Tổ công tác liên chính phủ về quyền phát triển, giáo sư tại Đại học Hòa bình (Tiến sĩ)
- Guled Salah Barre, chính trị gia người Somalia (Tiến sĩ)
- Nick Martin, nhà công nghệ, doanh nhân, nhà giáo dục người Mỹ và nhà sáng lập TechChange.
- Abdirizak Omar Mohamed, chính trị gia người Somalia (Tiến sĩ)
- Hassan Sheikh Mohamud, tổng thống Somalia (Tiến sĩ)
- Anat Nir, doanh nhân, nhà hoạt động quyền LGBT người Israel
- Mercedes Peñas Domingo, nhà chính trị học người Tây Ban Nha-Costa Rica
- José Antonio Sanahuja, giáo sư quan hệ quốc tế tại Đại học Madrid Complutense
- Billene Seyoum Woldeyes, chính trị gia, nhà thơ, nhà văn, nhà hoạt động nữ quyền người Ethiopia